# L'Empire éclaté
L'Empire éclaté. La révolte des nations en U.R.S.S. (que es podria traduir com a L'imperi esmicolat. La revolta de les nacions a l'URSS) és una de les obres més famoses de la historiadora francesa d'origen georgià, Hélène Carrère d'Encausse.
En el llibre, que es va publicar el 1978 a l'editorial Flammarion, l'autora preveia, com ho havia fet el sociòleg Emmanuel Todd dos anys abans a  La Chute finale, la fi pròxima de l'URSS. Aquesta anàlisi era una mena de continuació de la tesi doctoral de l'autora Réforme et révolution chez les musulmans de l'empire russe. Boukhara ; 1867-1924 que es va publicar el 1966.
La seva teoria es fonamentava sobre el fet que l'URSS cediria sota la pressió de la puixança de les repúbliques asiàtiques de l'URSS amb altes taxes de natalitat, a diferència de les repúbliques d'Europa amb taxes de fecunditat baixes. D'acord amb aquest raonament, la població d'origen musulmà es convertiria en majoria a la Unió Soviètica, mentre que la classe dirigent del Partit, l'Exèrcit i la indústria eren en gran part russos, de cultura europea. Aquesta distorsió hauria estat necessàriament un problema de legitimitat del poder polític.
Arran de l'èxit del llibre que es va vendre a més d'un centenar de milers d'exemplars del llibre en algunes setmanes, Hélène Carrère d'Encausse assolí la glòria mediàtica
La història nogensmenys s'encarregà d'invalidar la seva teoria, ja que el desafiament a l'URSS va arribar en realitat per primera vegada de Polònia a l'agost de 1980 amb la creació del sindicat Solidaritat i als països bàltics al juliol de 1989, amb la formació d'una cadena humana de més de 500 km i que va atraure 2 milions de persones per protestar contra el pacte nazi-soviètic de 1939, i finalment, l'Alemanya Oriental l'octubre de 1989, que portà a la caiguda del mur de Berlín (9 de novembre).